# Municipio La Concordia (Chiapas)
Koordinaten: 16° 7′ N, 92° 41′ W
La Concordia ist ein Municipio im mexikanischen Bundesstaat Chiapas. Das Municipio hat etwa 44.000 Einwohner und ist 2580,7 km² groß. Verwaltungssitz und größter Ort des Municipios ist das gleichnamige La Concordia.
Im Gemeindegebiet liegt ein Teil des Stausees des Staudamms La Angostura sowie des Biosphärenreservats El Triunfo.

## Geographie
Das Municipio La Concordia liegt im mittleren Süden des mexikanischen Bundesstaats Chiapas auf Höhen zwischen 400 m 2600 m. Es zählt zu 81 % zur physiographischen Provinz der Cordillera Centroamericana und zu 19 % zur Sierra Madre de Chiapas; gut 99 % liegen in der hydrologischen Region Grijalva-Usumacinta, etwa 0,8 % werden zur Costa de Chiapas gezählt. Die Geologie des Municipios wird zu 34 % von Granit bestimmt bei 28 % schluffigem Sandstein, 17 % Kalkstein und 9 % Alluvionen; vorherrschende Bodentypen sind der Leptosol (42 %), Acrisol (21 %), Regosol (10 %) und Cambisol (9 %). Etwa 55 % der Gemeindefläche sind bewaldet, 21 % dienen dem Ackerbau, 18 % werden von Weideland eingenommen.
Das Municipio La Concordia grenzt an die Municipio Venustiano Carranza, Socoltenango, Chicomuselo, Ángel Albino Corzo, Mapastepec, Pijijiapan und Villa Corzo.

## Bevölkerung
Beim Zensus 2010 wurden im Municipio 44.082 Menschen in 9.891 Wohneinheiten gezählt. Davon wurden 2.765 Personen als Sprecher einer indigenen Sprache registriert, darunter 1.446 Sprecher des Tzotzil und 974 Sprecher des Tzeltal. Über 23 Prozent der Bevölkerung waren Analphabeten. 14.637 Einwohner wurden als Erwerbspersonen registriert, wovon knapp 88 % Männer bzw. 2,2 % arbeitslos waren. Gut 38 % der Bevölkerung lebten in extremer Armut.

## Orte
Das Municipio La Concordia umfasst 484 bewohnte localidades, von denen der Hauptort sowie Benito Juárez und El Ámbar vom INEGI als urban klassifiziert sind. 13 Orte wiesen beim Zensus 2010 eine Einwohnerzahl von über 1000 auf, 442 Orte hatten weniger als 100 Einwohner. Die größten Orte sind:
| Ort                               | Einwohner |
| La Concordia                      | 7641      |
| Benito Juárez                     | 2715      |
| El Ámbar (El Ámbar de Echeverría) | 2592      |
| La Tigrilla                       | 2346      |
| Diamante de Echeverría            | 2157      |
| Dolores Jaltenango                | 2090      |
| Independencia                     | 1953      |
| Plan de Agua Prieta               | 1752      |
| Rizo de Oro                       | 1434      |
| Reforma                           | 1148      |
| Ignacio Zaragoza                  | 1127      |
| El Ramal (Porvenir)               | 1054      |
| Nueva Libertad                    | 1005      |
| Nuevo Resplandor                  | 0927      |
| Guadalupe Victoria                | 0851      |
| Niños Héroes                      | 0805      |